# Фоминская дача

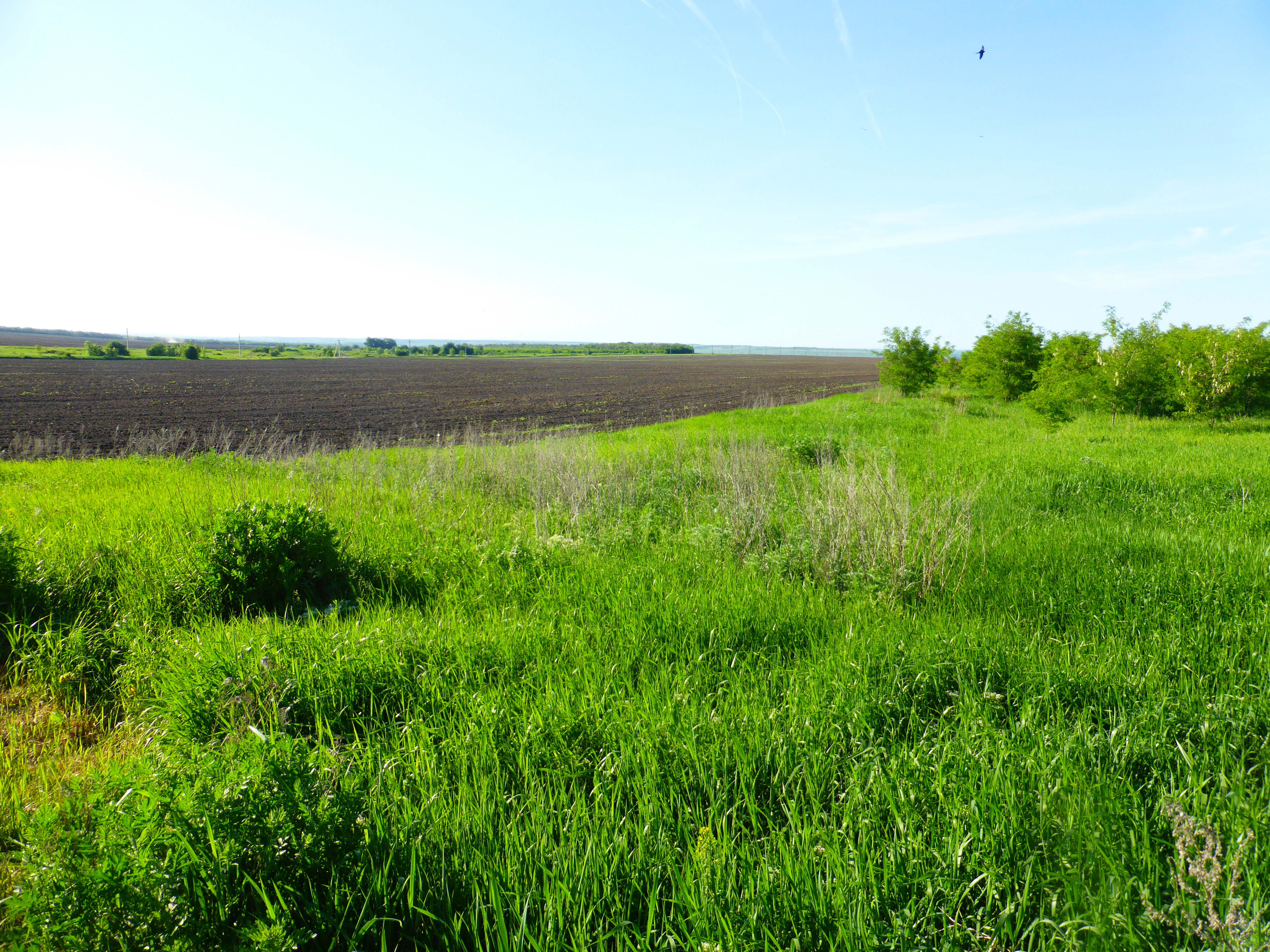
Фоминская дача

Фоминская дача ― региональный памятник природы, особо охраняемая природная территория. Находится в Миллеровском районе Ростовской области. Расположена западнее хутора Фоминка и занимает площадь 1495,4 га. Образован в 1977 году.

## Описание
Рельеф участка — овражно-балочный.
Основная часть ― искусственный лес в подзоне разнотравно-типчаково-ковыльной степи. На площади 33,3 га располагаются единственные на Дону насаждения дуба, которые были заложены по методу профессора В. Огиевского в 1905—1912 гг. Посадка была произведена гнездовым посевом желудей на серых супесчаных сухих почвах на овражно-балочном рельефе с пологими склонами крутизной до пяти градусов. В подлеске находятся насаждения клёна татарского и бересклета. В покрове леса встречаются злаки, осока, звездчатка лесная, ландыш.
В границах памятника расположены урочища Широкое, Безымянное и Петровка.
В урочище Широкое (площадь 252 га) основу составляют дубовые насаждения, в подлеске ― крушина, тёрн и клен татарский, в покрове ― злаки, звездчатка лесная, земляника, подмаренник. Тип леса — дубрава сухая, осоково-кустарниковая. В урочище Петровка (площадь 80 га) преобладают дубово-ясеневые насаждения. В покрове господствуют те же виды трав.
Памятник природы характеризует богатый видовой состав растительного мира и животного мира. Это уникальный природный комплекс, в котором представлены: мхи и папоротники, орхидеи и хохлатки, тюльпаны и ирисы, прострелы, дельфиниум, истод и румянка ― более 20 видов редких видов растений.
Из животных представлены лось, олень европейский, косуля, кабан, лисица, куницы, заяц-русак, фазан северокавказский, куропатка серая, мнемозина, адмирал, филин, поликсена, степная сколия, сколия-гигант и другие виды.
Все насаждения выполняют важную природоохранную и почвозащитную функцию. Памятник природы имеет историческое, оздоровительное и эстетическое значение, является местом отдыха населения.